# Pseudocolaptes
Pseudocolaptes és un gènere d'ocells de la família dels furnàrids (Furnariidae).

## Taxonomia
El gènere va ser introduït l'any 1853 pel naturalista alemany Ludwig Reichenbach. Segons la Classificació del Congrés Ornitològic Internacional (versió 2.5, 2010) aquest gènere està format per tres espècies:
- Pseudocolaptes lawrencii - corre-soques orellut centreamericà.
- Pseudocolaptes johnsoni - corre-soques orellut del Pacífic.
- Pseudocolaptes boissonneautii - corre-soques orellut andí.